# Линия Дайр-авеню, Ай-ар-ти
IRT Dyre Avenue Line — линия дивизиона IRT Нью-Йоркского метро. Линия оперирует на северо-востоке Бронкса, после ответвления от IRT White Plains Road Line севернее East 180th Street. Обслуживается круглосуточно маршрутом 5.

## Протяжённость и маршрут
Dyre Avenue Line оперирует только под 5 маршрутом, со всеми остановками и проходит в Бронксе. Основная часть линии проложена на эстакаде, за исключением подземной станции Пелем-Паркуэй.
Линия имеет двойную пару путей. Два центральных для экспрессов между Истчестер — Дайр-авеню и Бейчестер-авеню, и от Пелем-Паркуэй до юга от Моррис-парк.
В конце 1990-х экспресс-путь в южном направлении был продлён к югу от Dyre Avenue и был сделан тупик у Pelham Parkway, для испытаний новых вагонов для Дивизиона A. Этот путь также используется для поворота поездов у Dyre Avenue.
Экспресс в северном направлении имеет тупик на Pelham Parkway, и был использован для стоянки и сейчас является излишним расширением для Unionport Yard. Также небольшой участок этого пути есть между Baychester и Dyre Avenue.
Северный конец линии из двух путей с тупиком и южнее Dyre Avenue. Южный конец из пролётного ж/д узла соединяется с локальными путями IRT White Plains Road Line (с соединениями с экспресс-путями).

## История
Dyre Avenue Line первоначально была частью 4-путной главной линии ж/д компании NYW&B, электрифицированной пригородной ж/д системы, соединявшей Уайт-Плейнс и Порт-Честер со станцией у реки Харлем, смежной с IRT Third Avenue Line. NYW&B была открыта 29 мая 1912 года. Позднее была открыта станция Ист 180-я улица, с переходами на линию Уайт-Плейнс-роуд и другие сети. Экспрессы останавливались только на Pelham Parkway и East 180th Street, в Бронксе. 31 декабря 1937 года NYW&B обанкротилась.
В 1929 году были планы создать подземную линию до банкротства NYW&B. Линия должна была пройти вдоль Morris Park Avenue, Wilson Avenue и Boston Road к Baychester Avenue, будучи продолжением линии Второй авеню. В 1939 году, после банкротства, план начал включать линию Dyre Avenue в систему IRT.
Совет города Нью-Йорка по транспорту купил участок NYW&B в Бронксе, который севернее станции East 180th Street, и открыл на нём челнок 15 мая 1941 года, с пересадкой на IRT White Plains Road Line на East 180th Street. План для восстановления линии в округе Уэстчестер потерпел неудачу.
Прямое соединение было открыто 6 мая 1957 года, а старая станция NYW&B была закрыта. Сначала для прямого маршрута использовались экспресс-пути к IRT Broadway — Seventh Avenue Line, работая в течение дня, а вечером работал челнок, ночью линия не работала. В 1966 году маршрут Dyre Avenue был перемещён на IRT Lexington Avenue Line, так и по сей день. Линия до сих пор работает как челнок ночью.

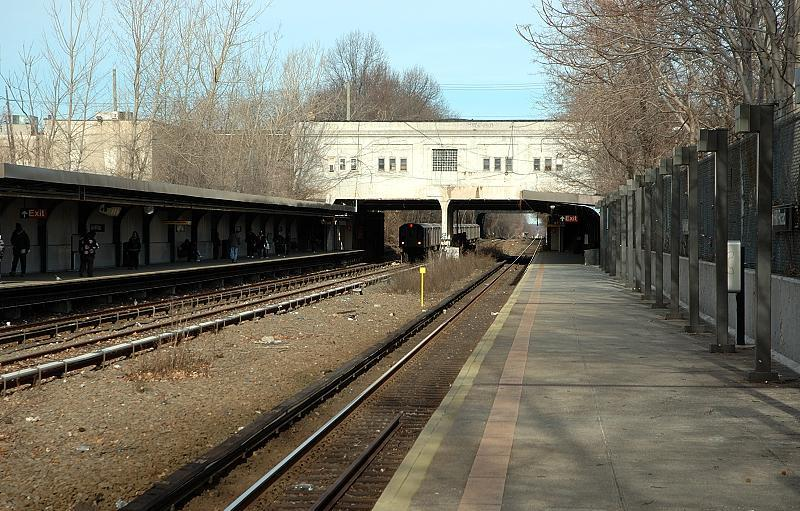
Станция Gun Hill Road

## Список станций
Проходящие по линии маршруты в зависимости от дня недели и времени суток
|                | Круглосуточно |
| -------------- | ------------- |
| Локальные пути | 5             |

Станции на линии
| Условные обозначения |
| для дней и часов работы маршрутов (более точно указано во всплывающих подсказках при этих обозначениях): |
| --- |
| круглосуточно круглосуточно, кроме ночи круглосуточно, кроме будней днём (либо часов пик) в пиковом направлении в будни днём (и, возможно, вечером) в будни круглосуточно в часы пик в будни днём (либо в часы пик) в пиковом направлении в будни днём (либо в часы пик) в направлении, обратном пиковому в выходные ночью ночью и в выходные (и, возможно, вечером) нет движения поездов |

| Станция | Доступ для людей с ограниченными возможностями | Тип (по данным MTA)                      | Пути у платформ                          | Дата открытия                            | Маршруты | Пересадки |
| --- | ---------------------------------------------- | ---------------------------------------- | ---------------------------------------- | ---------------------------------------- | --- | --- |
| Линия начинается |                                                |                                          |                                          |                                          | | |
| Истчестер — Дайр-авеню                                                                                              |                                                | наземная                                 | все                                      | 29 мая 1912                              | 5 — круглосуточно · 5 — круглосуточно | |
| Бейчестер-авеню |                                                | в выемке                                 | все                                      | 29 мая 1912                              | 5 — круглосуточно · 5 — круглосуточно | |
| Ган-Хилл-роуд | Доступность для маломобильных групп населения  | в выемке                                 | все                                      | 29 мая 1912                              | 5 — круглосуточно · 5 — круглосуточно | |
| Пелем-Паркуэй |                                                | в выемке                                 | все                                      | 29 мая 1912                              | 5 — круглосуточно · 5 — круглосуточно | |
| Моррис-парк |                                                | в выемке                                 | все                                      | 29 мая 1912                              | 5 — круглосуточно · 5 — круглосуточно | |
| Линия примыкает к линии Уайт-Плейнс-роуд                                                                            | Линия примыкает к линии Уайт-Плейнс-роуд       | Линия примыкает к линии Уайт-Плейнс-роуд | Линия примыкает к линии Уайт-Плейнс-роуд | Линия примыкает к линии Уайт-Плейнс-роуд | 2 — круглосуточно · 2 — круглосуточно · 5 — в часы пик в пиковом направлении · 5 — в часы пик в пиковом направлении · 2 — круглосуточно · 2 — круглосуточно · 5 — круглосуточно · 5 — круглосуточно | 2 — круглосуточно · 2 — круглосуточно · 5 — в часы пик в пиковом направлении · 5 — в часы пик в пиковом направлении · 2 — круглосуточно · 2 — круглосуточно · 5 — круглосуточно · 5 — круглосуточно |
| |                                                |                                          |                                          |                                          | | |
| 2 — круглосуточно · 2 — круглосуточно · 5 — в часы пик в пиковом направлении · 5 — в часы пик в пиковом направлении |                                                |                                          |                                          |                                          | | |
| |                                                |                                          |                                          |                                          | | |
| 2 — круглосуточно · 2 — круглосуточно · 5 — круглосуточно · 5 — круглосуточно                                       |                                                |                                          |                                          |                                          | | |